# Longichneumon tricolor
Longichneumon tricolor är en stekelart som beskrevs av Heinrich 1934. Longichneumon tricolor ingår i släktet Longichneumon och familjen brokparasitsteklar. Utöver nominatformen finns också underarten L. t. moluccensis.